# Туровля (Витебская область)
Туровля (бел. Туро́ўля) — деревня в Полоцком районе Витебской области Беларуси. В составе Гомельского сельсовета.

## География
Деревня расположена в 23 км на юго-восток от Полоцка и в 130 км на северо-запад от Витебска.

### Гидрография
Рядом с деревней протекает река Туровлянка.

## История
В урочище Городище на правом берегу реки Туровлянки недалеко от её впадения в Западную Двину расположено замчище Туровля. Здесь в 1563 году по приказу московского царя Ивана Грозного была построена мощная крепость Туровля, которая имела форму четырехугольника с 5 башнями.
В 1913 году село Туровль в Туровлянской волости Полоцкого уезда Витебской губернии.
В 1924—1960 годах центр Туровлянского сельсовета.
До 10 октября 2013 года деревня входила в состав Заозёрского сельсовета.

## Население

### Численность
- 2009 год — 21 житель

### Динамика
- 2009 год — 21 житель (перепись населения)[2]

## Достопримечательность
- Фрагменты замчища Туровля.
- Братская могила —  Историко-культурная ценность Республики Беларусь, шифр 213Д000691.

## Галерея

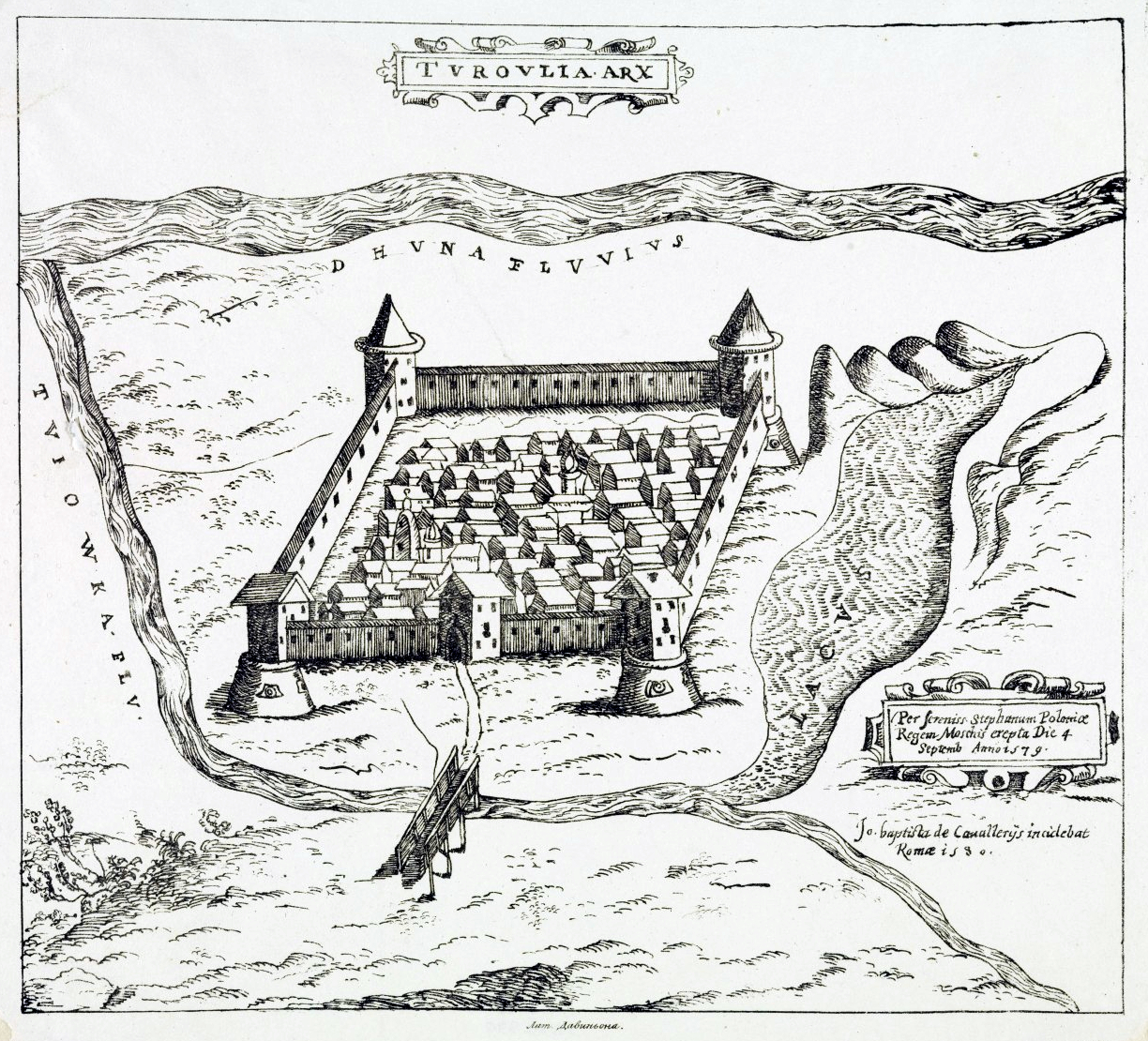
Крепость Туровля
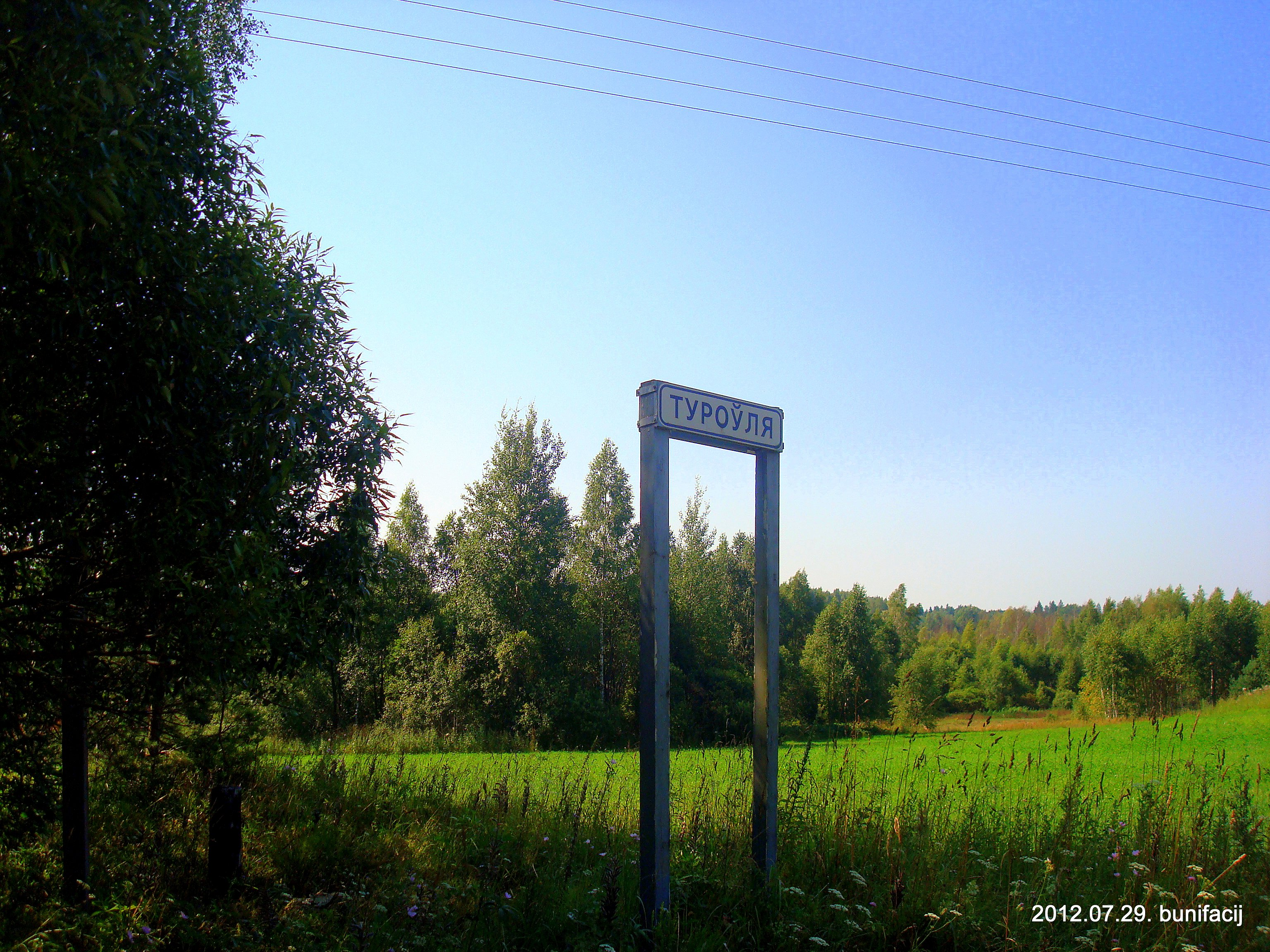
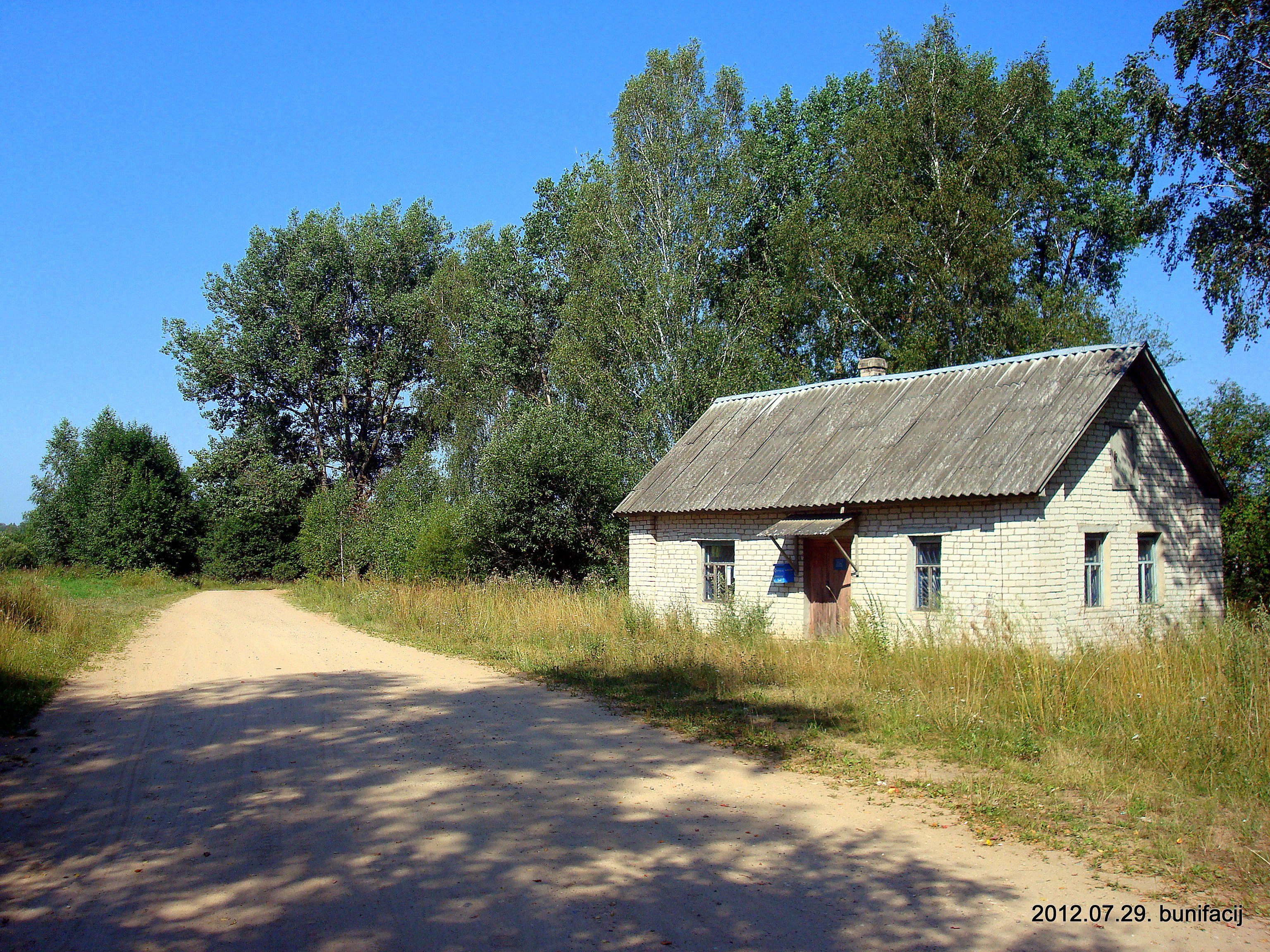
Почтовое отделение
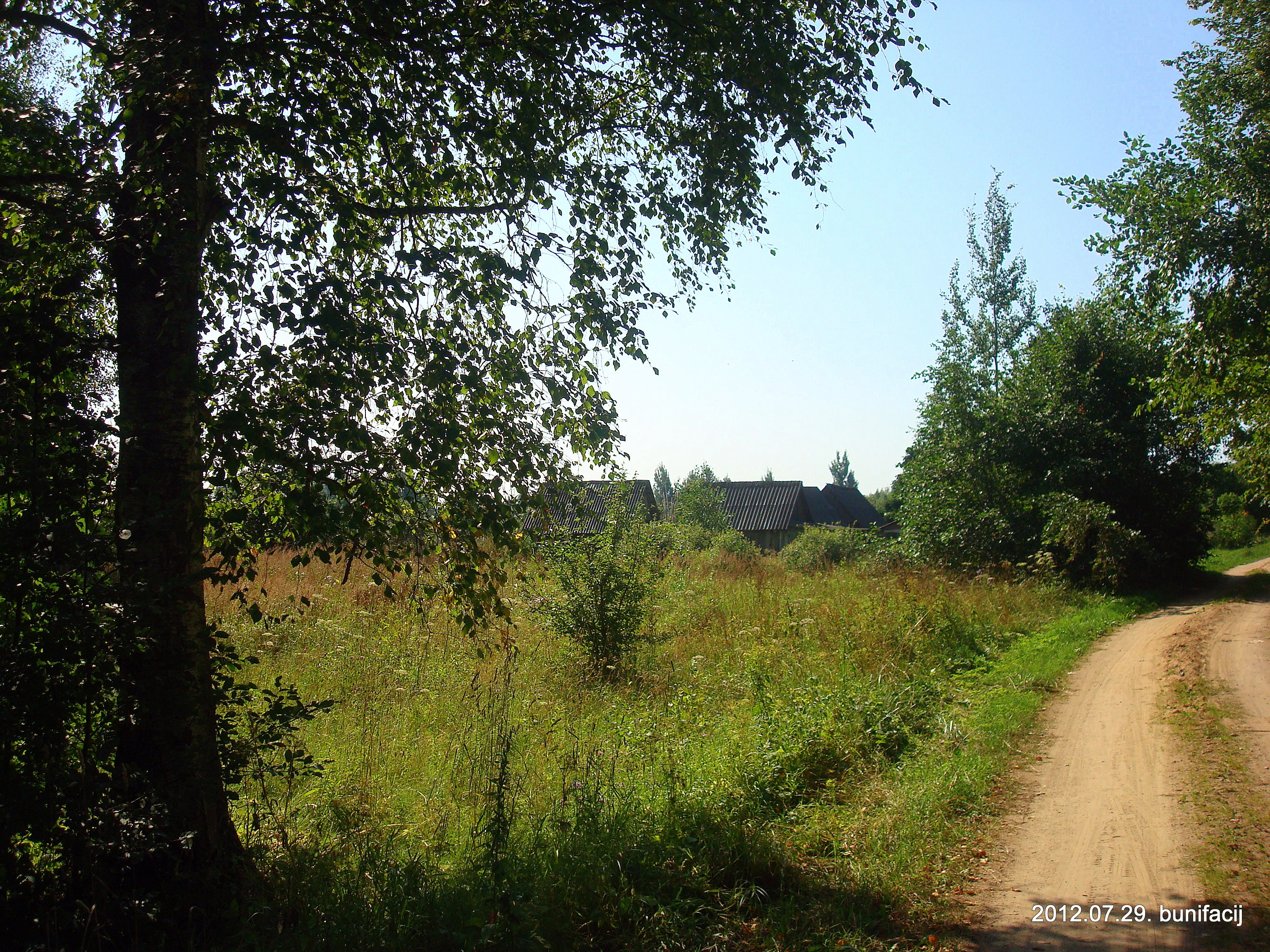
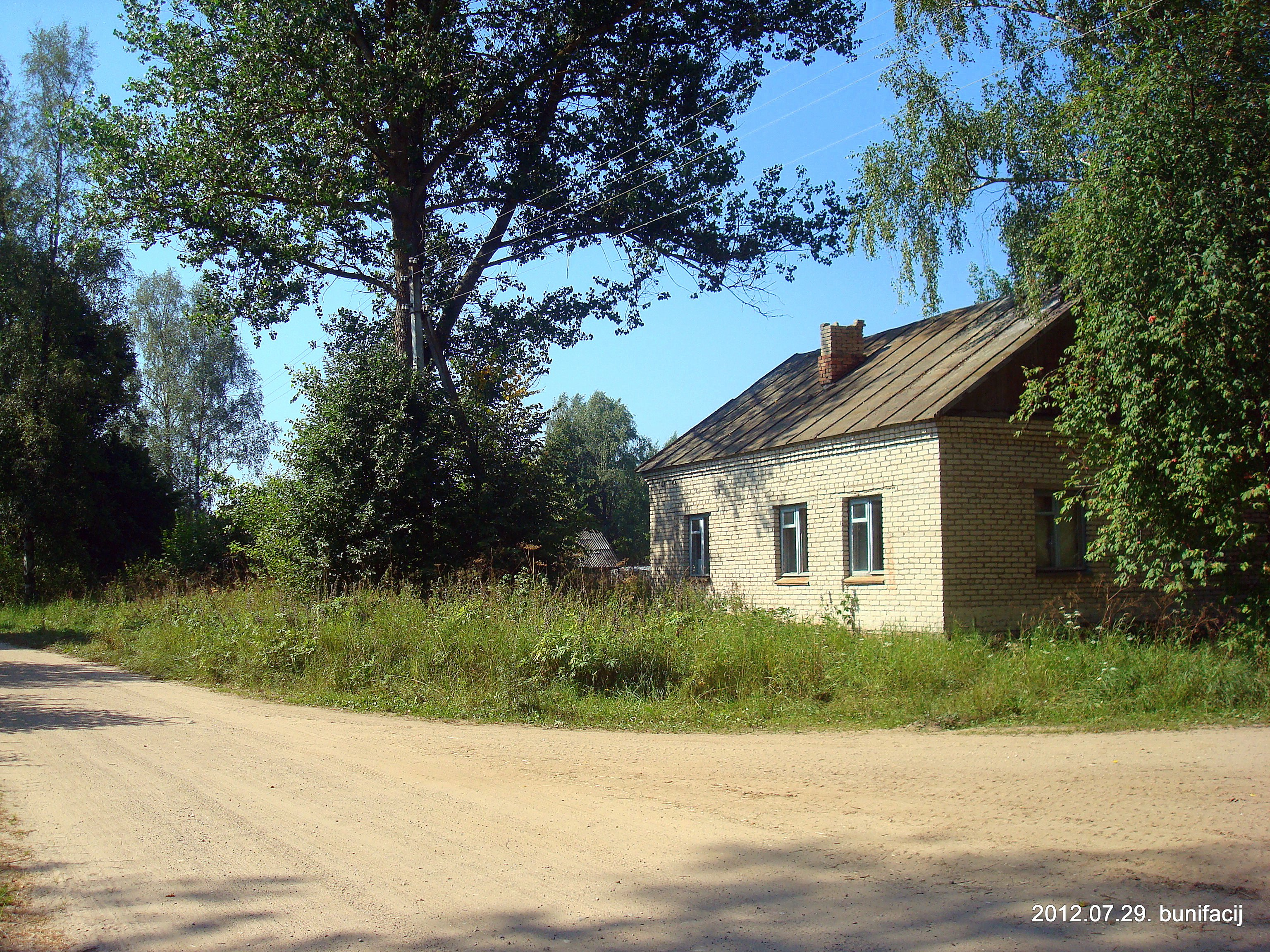
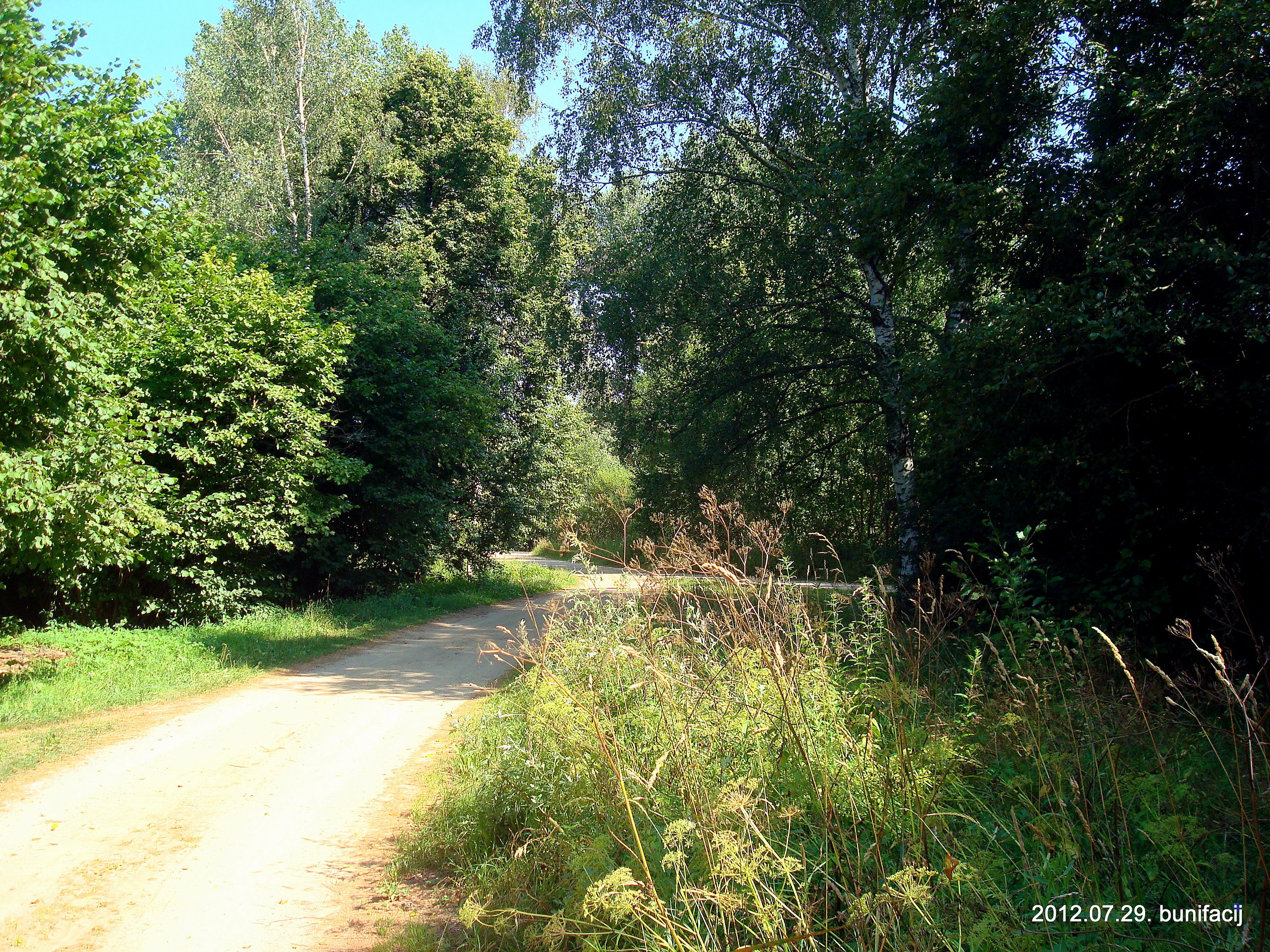
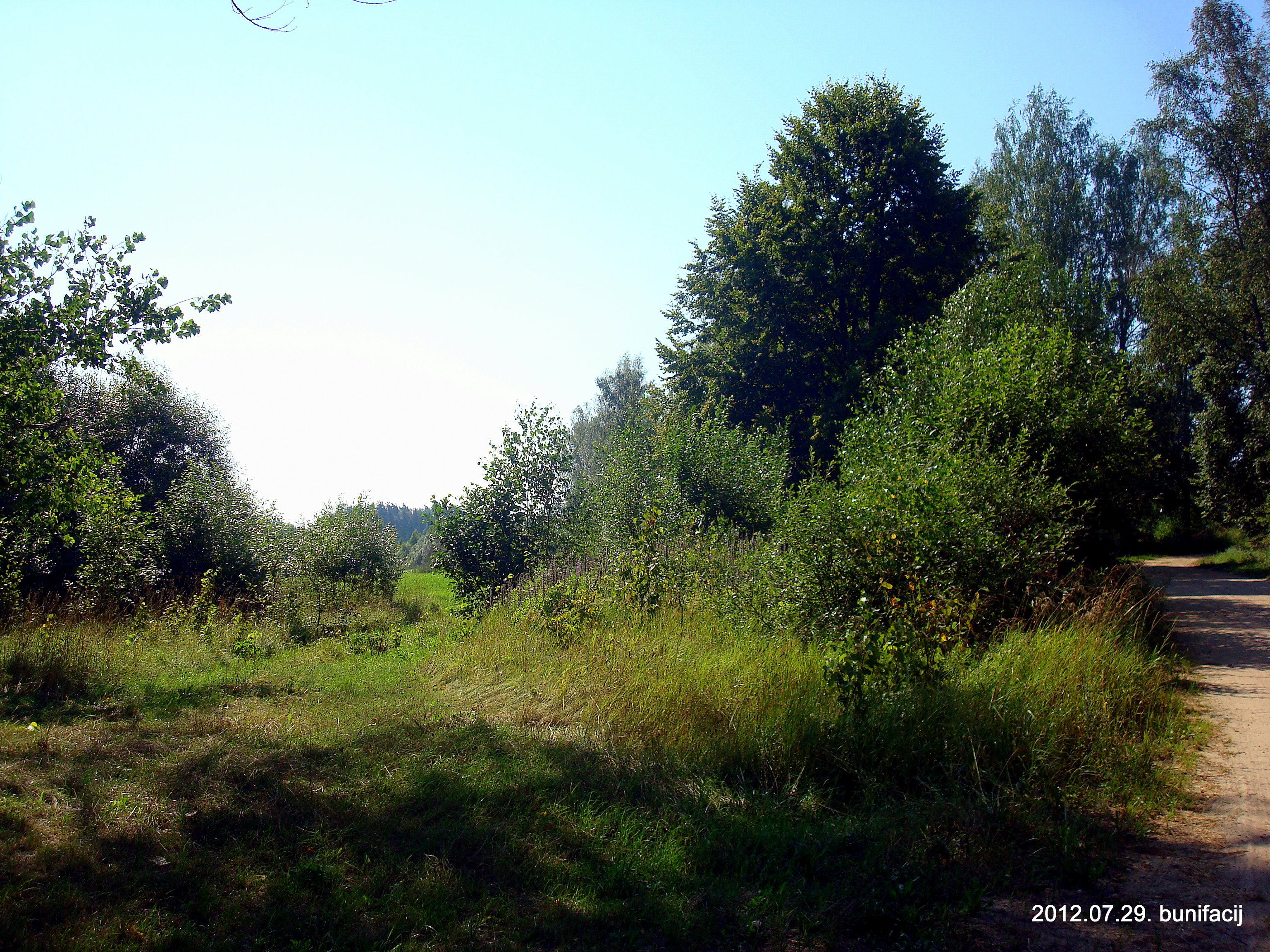
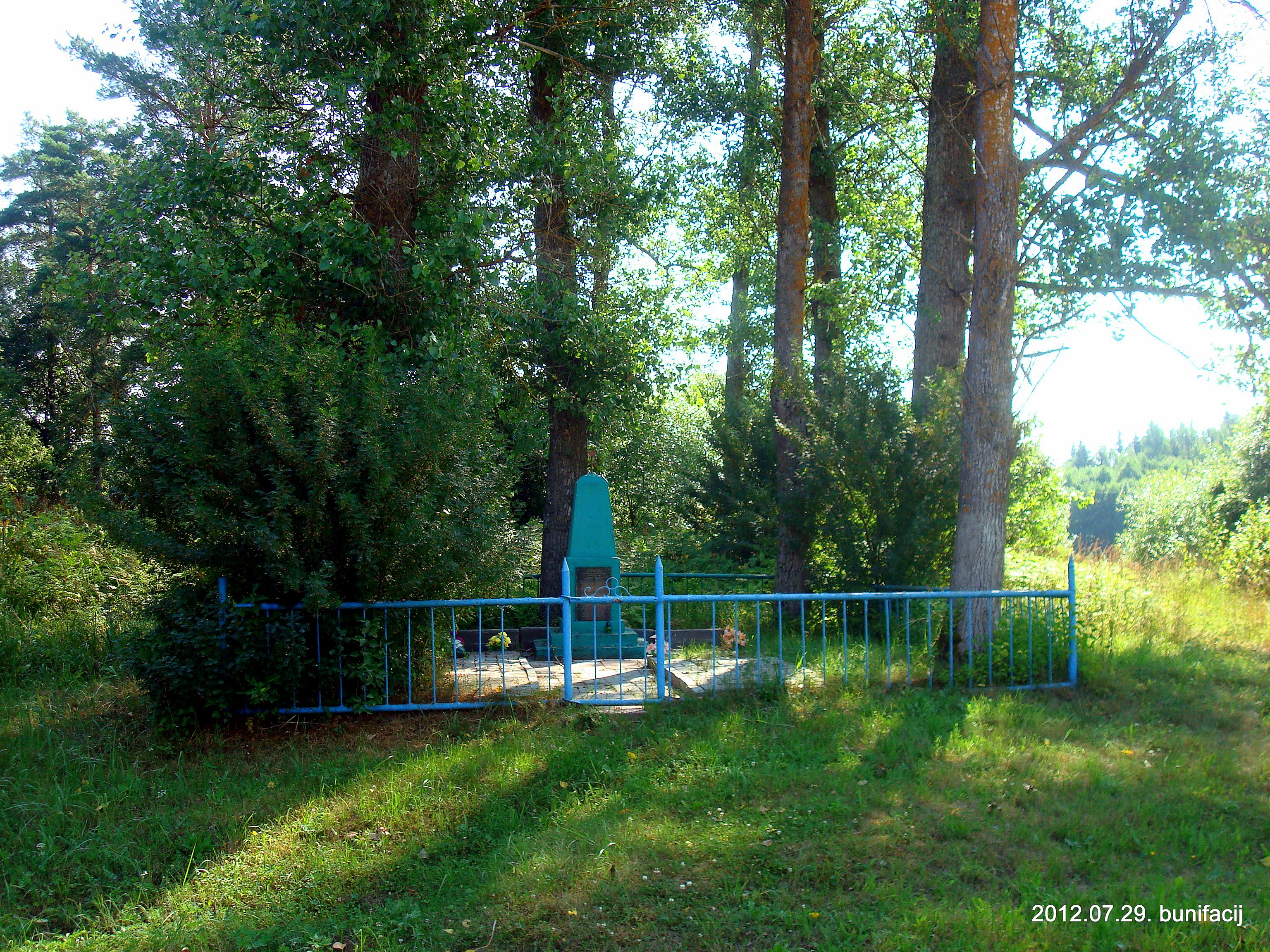
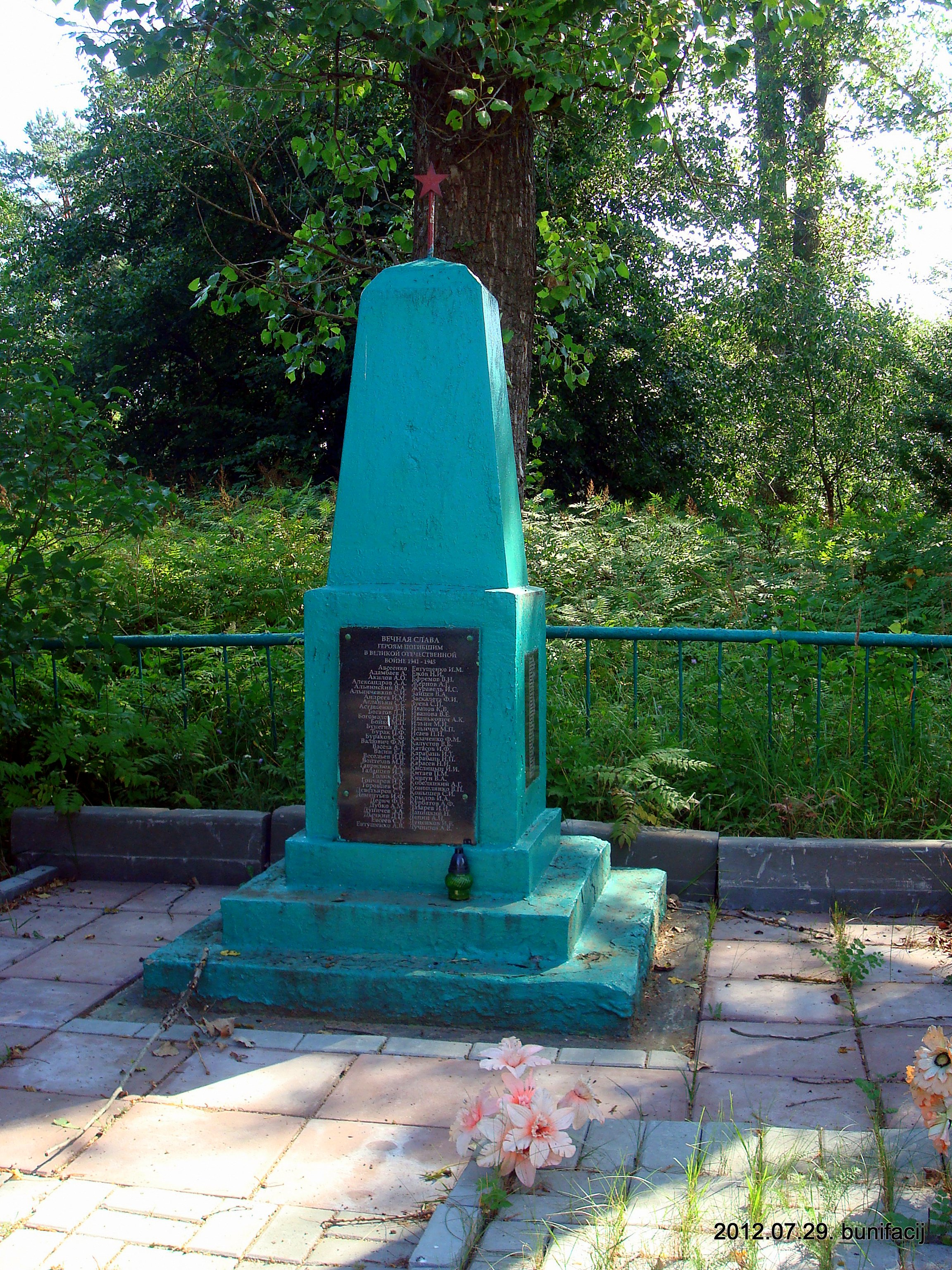